# Anke Karstens
Anke Karstens (Berchtesgaden, 13 oktober 1985) is een Duitse snowboardster. Ze vertegenwoordigde haar vaderland op de Olympische Winterspelen 2010 in Vancouver en op de Olympische Winterspelen 2014 in Sotsji.

## Carrière
Bij haar wereldbekerdebuut, in februari 2005 in Winterberg, scoorde Karstens direct wereldbekerpunten. In januari 2008 stond de Duitse in Bad Gastein voor de eerste maal in haar carrière op het podium van een wereldbekerwedstrijd. Op 15 maart 2008 boekte ze in Valmalenco haar eerste wereldbekerzege. Op de FIS wereldkampioenschappen snowboarden 2009 in Gangwon eindigde Karstens als 29e op de parallelslalom en als 31e op de parallelreuzenslalom. Tijdens de Olympische Winterspelen van 2010 in Vancouver eindigde de Duitse als vijfde op de parallelreuzenslalom.
In La Molina nam ze deel aan de FIS wereldkampioenschappen snowboarden 2011. Op dit toernooi eindigde ze als twaalfde op de parallelslalom en werd ze gediskwalificeerd in de kwalificaties van de parallelreuzenslalom. Op de FIS wereldkampioenschappen snowboarden 2013 in Stoneham eindigde de Duitse als 32e op de parallelreuzenslalom, op de parallelslalom werd ze gediskwalificeerd in de kwalificaties. Tijdens de Olympische Winterspelen van 2014 in Sotsji veroverde Karstens de zilveren medaille op de parallelslalom, op de parallelreuzenslalom eindigde ze op de 25e plaats.

## Resultaten

### Olympische Winterspelen
| Jaar | Plaats    | Resultaten                                |
| ---- | --------- | ----------------------------------------- |
| 2010 | Vancouver | 5e Parallelreuzenslalom                   |
| 2014 | Sotsji    | Parallelslalom · 25e Parallelreuzenslalom |

### Wereldkampioenschappen
| Jaar | Plaats    | Resultaten                                  |
| ---- | --------- | ------------------------------------------- |
| 2009 | Gangwon   | 29e Parallelslalom 31e Parallelreuzenslalom |
| 2011 | La Molina | 12e Parallelslalom DSQ Parallelreuzenslalom |
| 2013 | Stoneham  | DSQ Parallelslalom 32e Parallelreuzenslalom |

### Wereldbeker
Eindklasseringen
| Seizoen   | Algm | PAR | PGS | PSL |
| --------- | ---- | --- | --- | --- |
| 2004/2005 | -    | 77e | -   | -   |
| 2007/2008 | 16e  | 8e  | -   | -   |
| 2008/2009 | 34e  | 13e | -   | -   |
| 2009/2010 | 45e  | 20e | -   | -   |
| 2010/2011 | 30e  | 18e | -   | -   |
| 2011/2012 | -    | 11e | -   | -   |
| 2012/2013 | -    | 6e  | 7e  | 15e |
| 2013/2014 | -    | 14e | 12e | 21e |

Wereldbekerzeges
| Datum         | Plaats     | Onderdeel            |
| ------------- | ---------- | -------------------- |
| 15 maart 2008 | Valmalenco | Parallelreuzenslalom |
| 16 maart 2013 | La Molina  | Parallelreuzenslalom |